# بائو بائو

بائو بائو (انگلیسی: Bao Bao; (چینی: 宝宝; پین‌یین: Bǎobǎo، به معنی "گنجینه"; colloquially meaning "baby") یک توله پاندای غول‌پیکر مؤنث است که در پارک ملی جانورشناسی اسمیتسونین در واشینگتن، دی.سی. زندگی می‌کرد.
بائو بائو در ۲۳ اوت ۲۰۱۳ در پارک ملی جانورشناسی اسمیتسونین در واشینگتن، دی.سی. به دنیا آمد. این پاندای سه سال و نیمه سرانجام در تاریخ ۲۱ فوریه ۲۰۱۷ به چین بازگردانده شد.